# Muottas Muragl
Der Muottas Muragl ([ˌmuə̯tɐsmuˈraʎ]ⓘ, rätoromanisch Muotta ‚Anhöhe‘, muottas als Plural, Muragl als Flurname) ist ein Ausflugsberg mit einer Höhe von 2453 m ü. M. in den Livigno-Alpen. Er liegt auf dem Gemeindegebiet von Samedan und bietet einen weiten Ausblick über das Oberengadin mit der Engadiner Seenplatte (Silsersee, Silvaplanersee und St. Moritzersee). Ein Wanderweg führt mit ca. 400 m Höhendifferenz zur Segantinihütte auf dem Schafberg, wo 1899 der Maler Giovanni Segantini starb. Ein einfacher zu begehender Weg führt zur Alp Languard.

## Erschliessung
Der Muottas Muragl ist zu Fuss oder mit einer Standseilbahn von Punt Muragl (zwischen Samedan und Pontresina) aus erreichbar. Die Standseilbahn Muottas-Muragl-Bahn (MMB) hat eine Streckenlänge von 2199 m und überwindet 709 m Höhendifferenz. Sie ist die älteste Bergbahn im Engadin und feierte 2007 ihr 100-jähriges Bestehen. Dafür wurde 1904 unter Führung der damaligen Schweizerischen Eisenbahnbank (Suiselectra) die Aktiengesellschaft Drahtseilbahn „Muottas-Muraigl“ bei Samaden gegründet (spätere Schreibweise: Aktiengesellschaft „Drahtseilbahn Muottas-Muragl“ bei Samedan). Der Spatenstich erfolgte 1905, und 1907 wurde der Betrieb aufgenommen. Anfangs erreichten die Gäste die Ausgangsstation zu Fuss, mit der Kutsche oder mit dem Omnibus, weil es noch keine Bahnverbindung gab. 1995 wurde die Gesellschaft von den Celeriner Bergbahnen übernommen.

## Galerie

Muottas Muragl und Piz Kesch im Hintergrund, historisches Luftbild von Werner Friedli (1954)
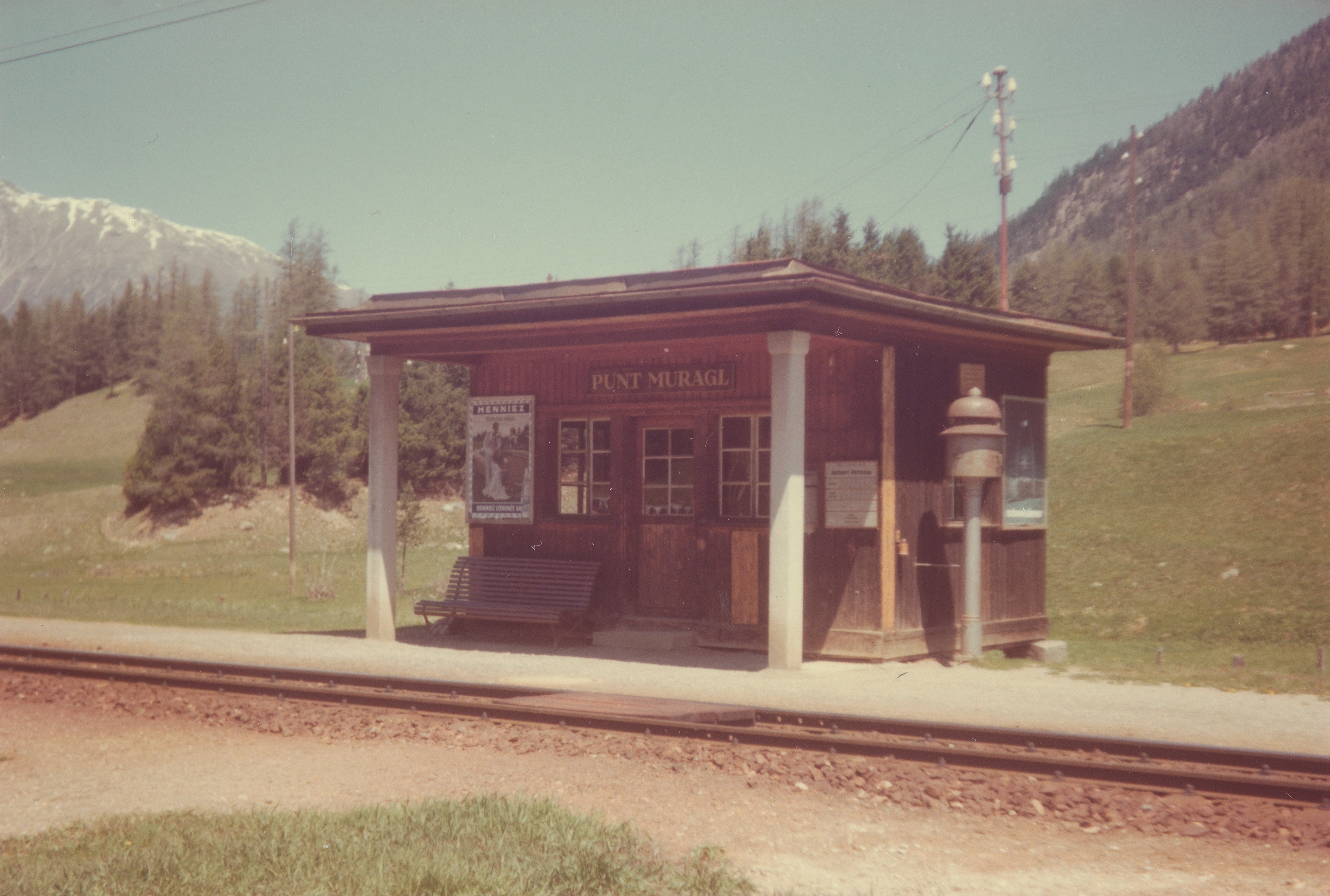
Punt Muragl RhB
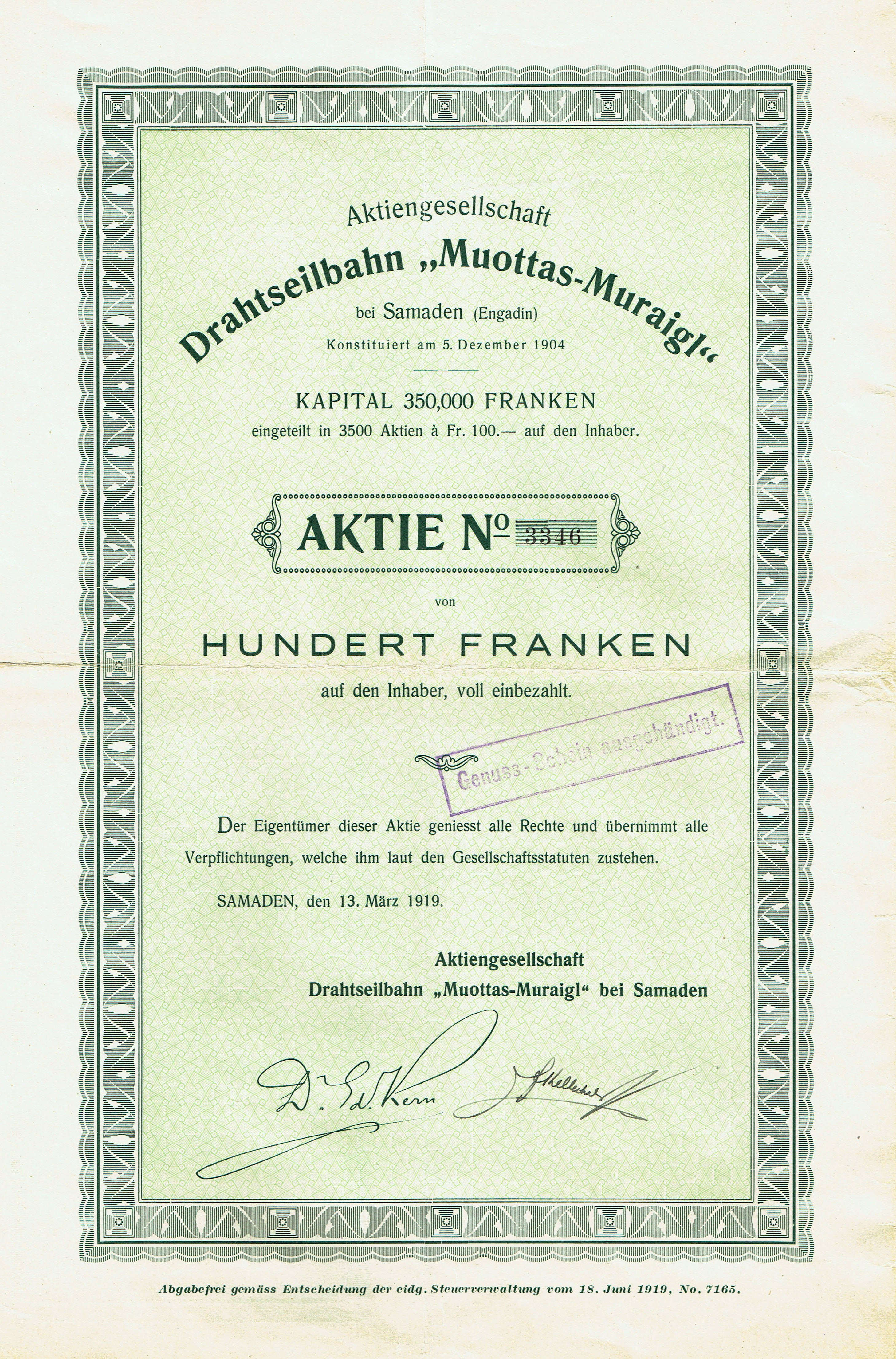
Aktie über 100 Franken der Aktiengesellschaft Drahtseilbahn "Muottas-Muraigl" bei Samaden vom 13. März 1919
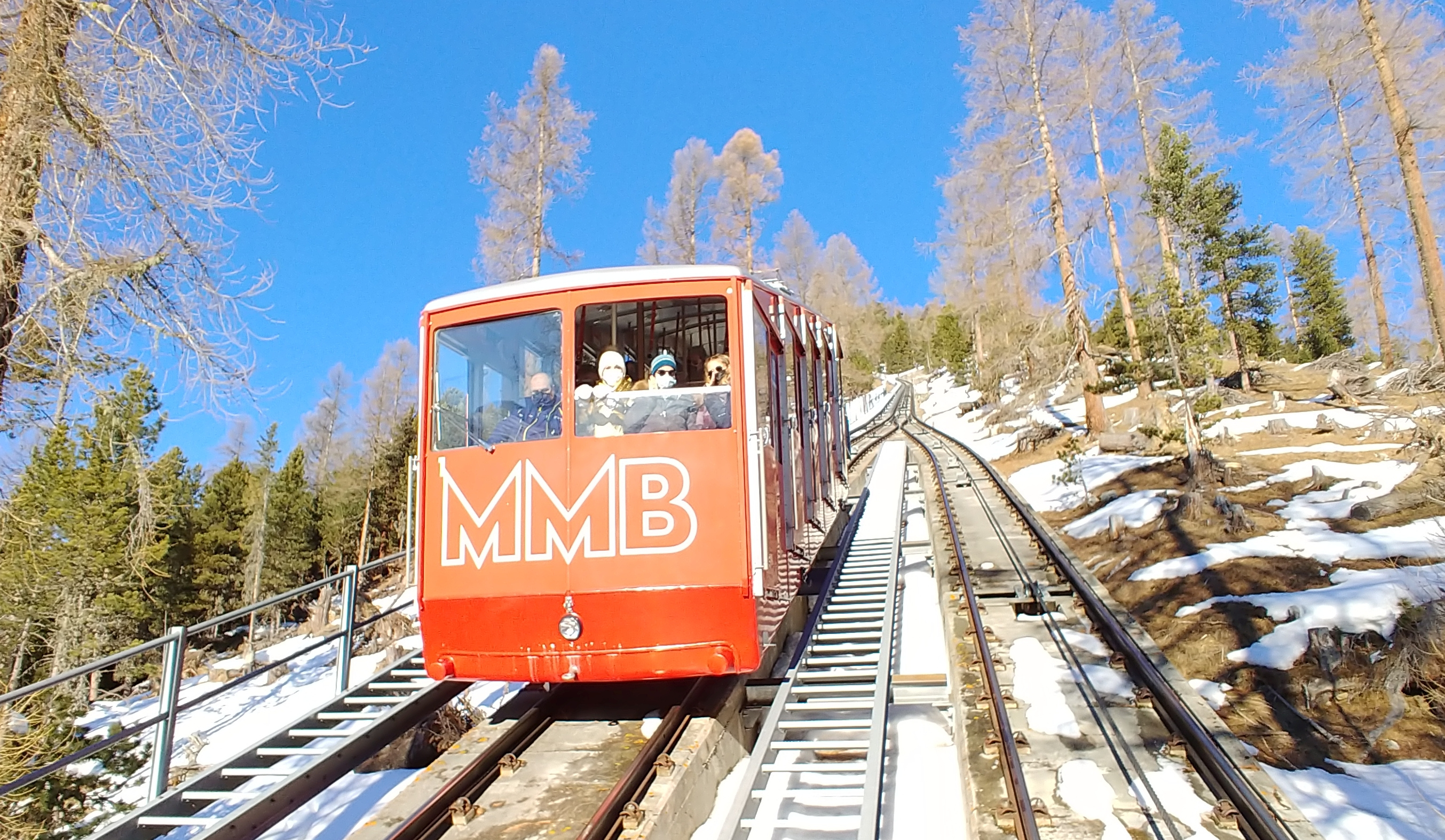
Muottas-Muragl-Bahn
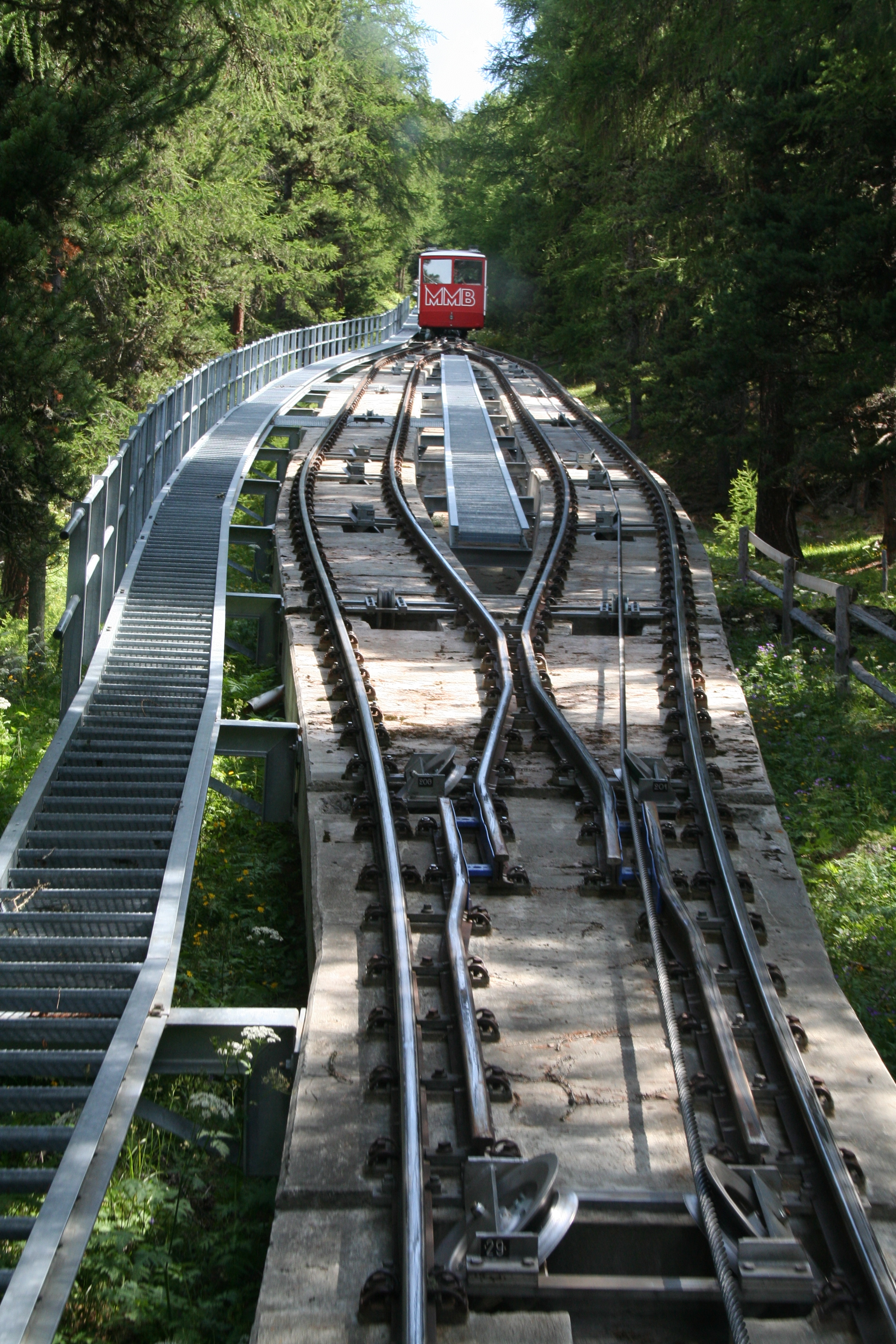
Ausweiche der Standseilbahn
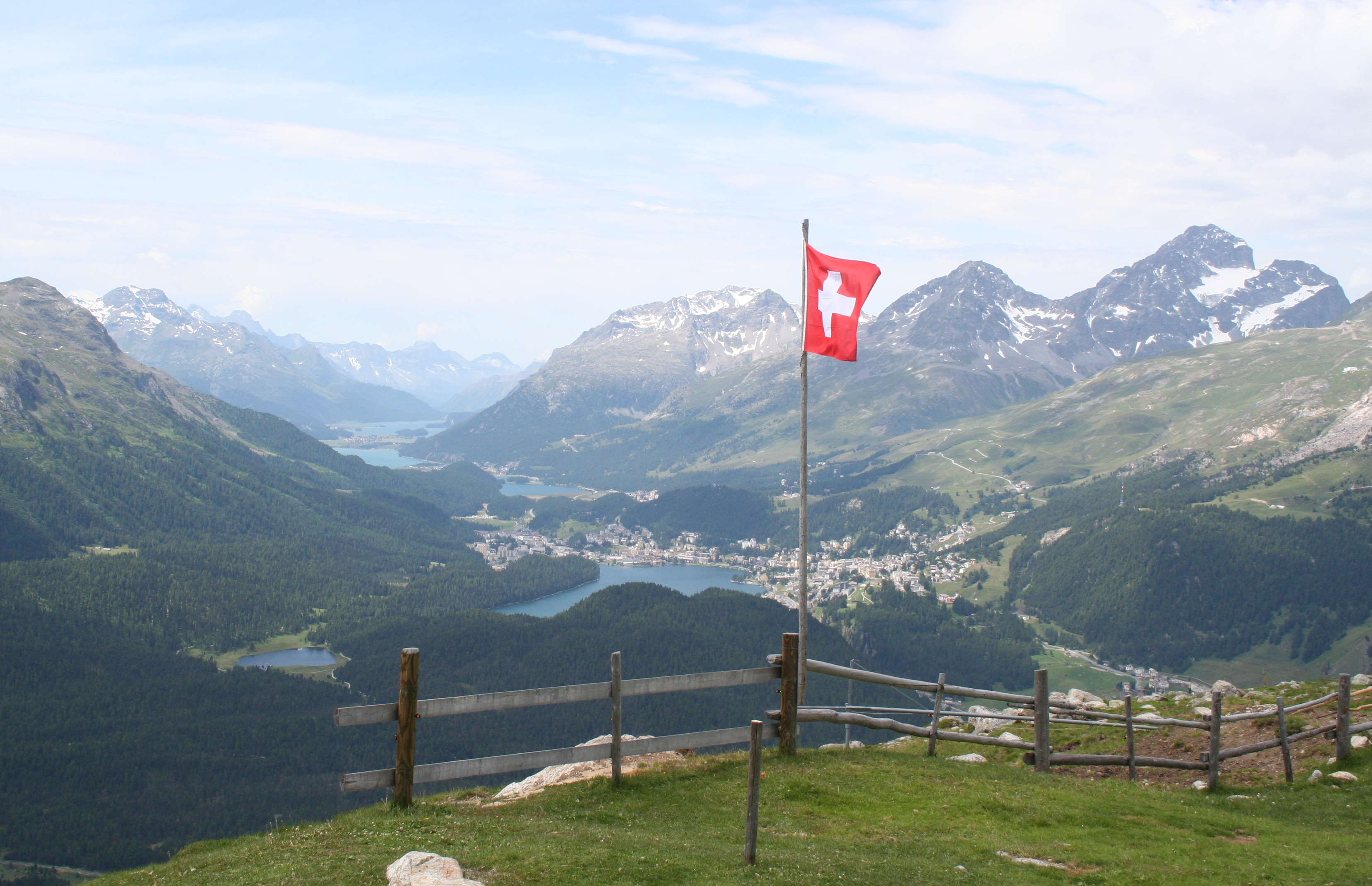
Oberengadiner Seen
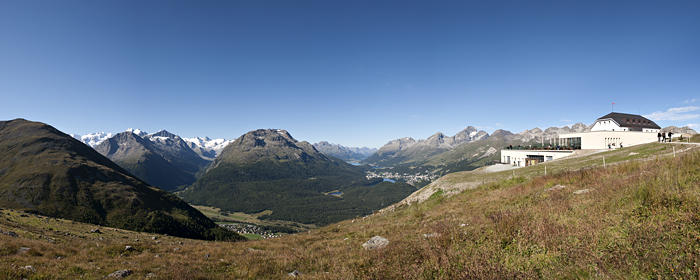
Aussicht
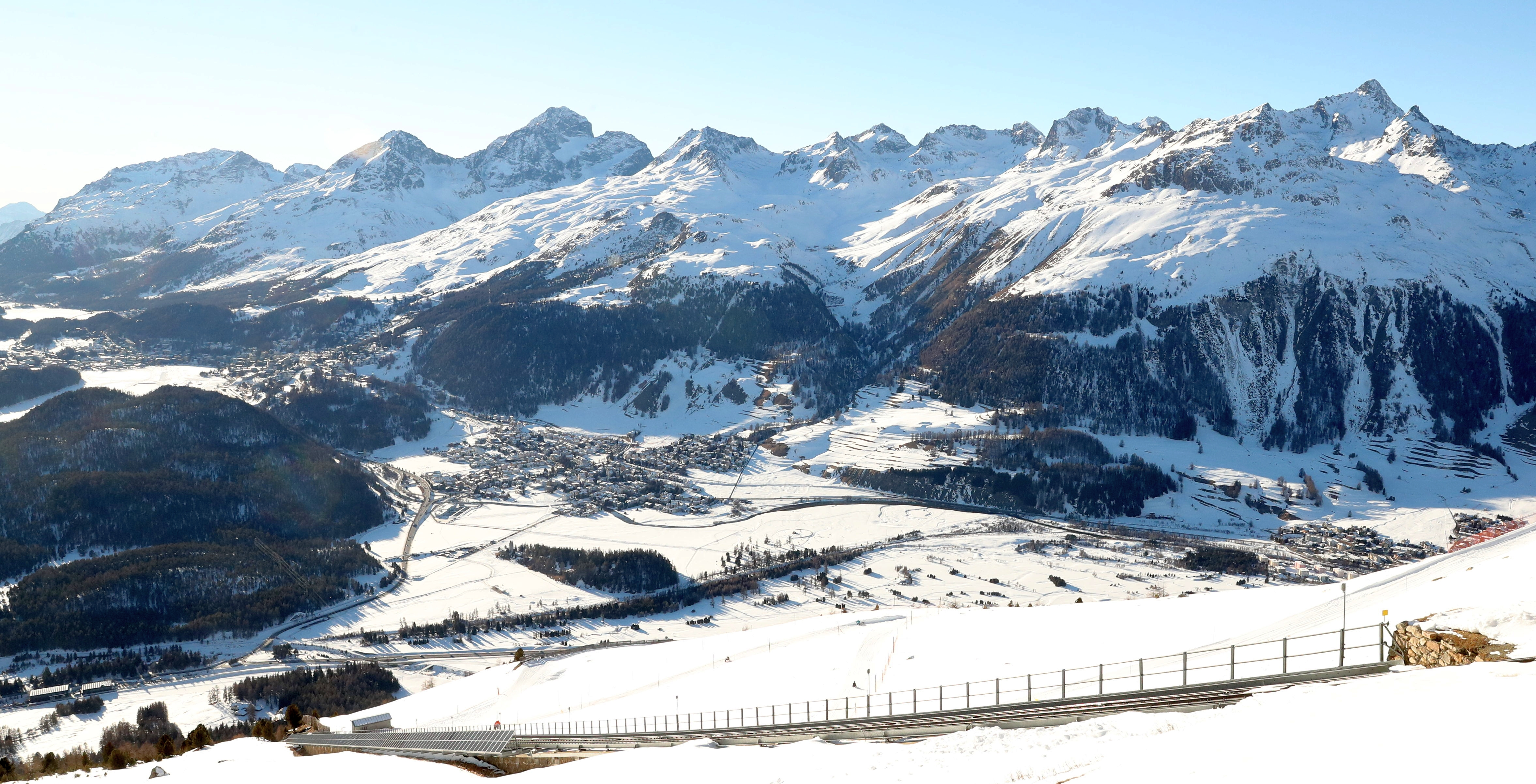
Aussicht im Winter
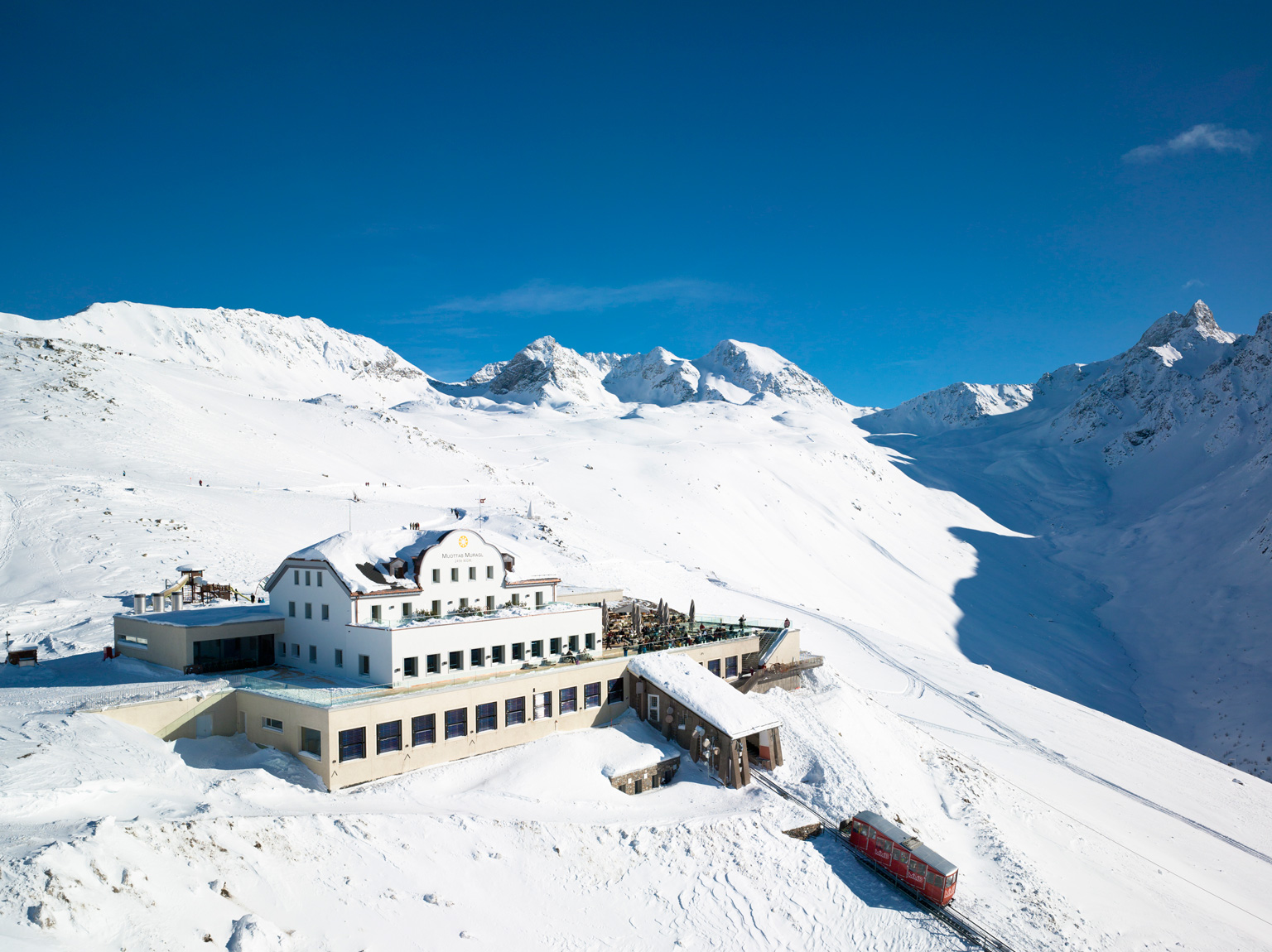
Bergstation und Hotel im Winter